# Исткот (станция метро)
«Исткот» (англ. Eastcote) — станция лондонского метро. На ней останавливаются поезда двух линий метро: «Метрополитен» и «Пикадилли».
Была открыта 26 мая 1906 года под названием Eastcote Halt. Относится к пятой тарифной зоне.

## Галерея

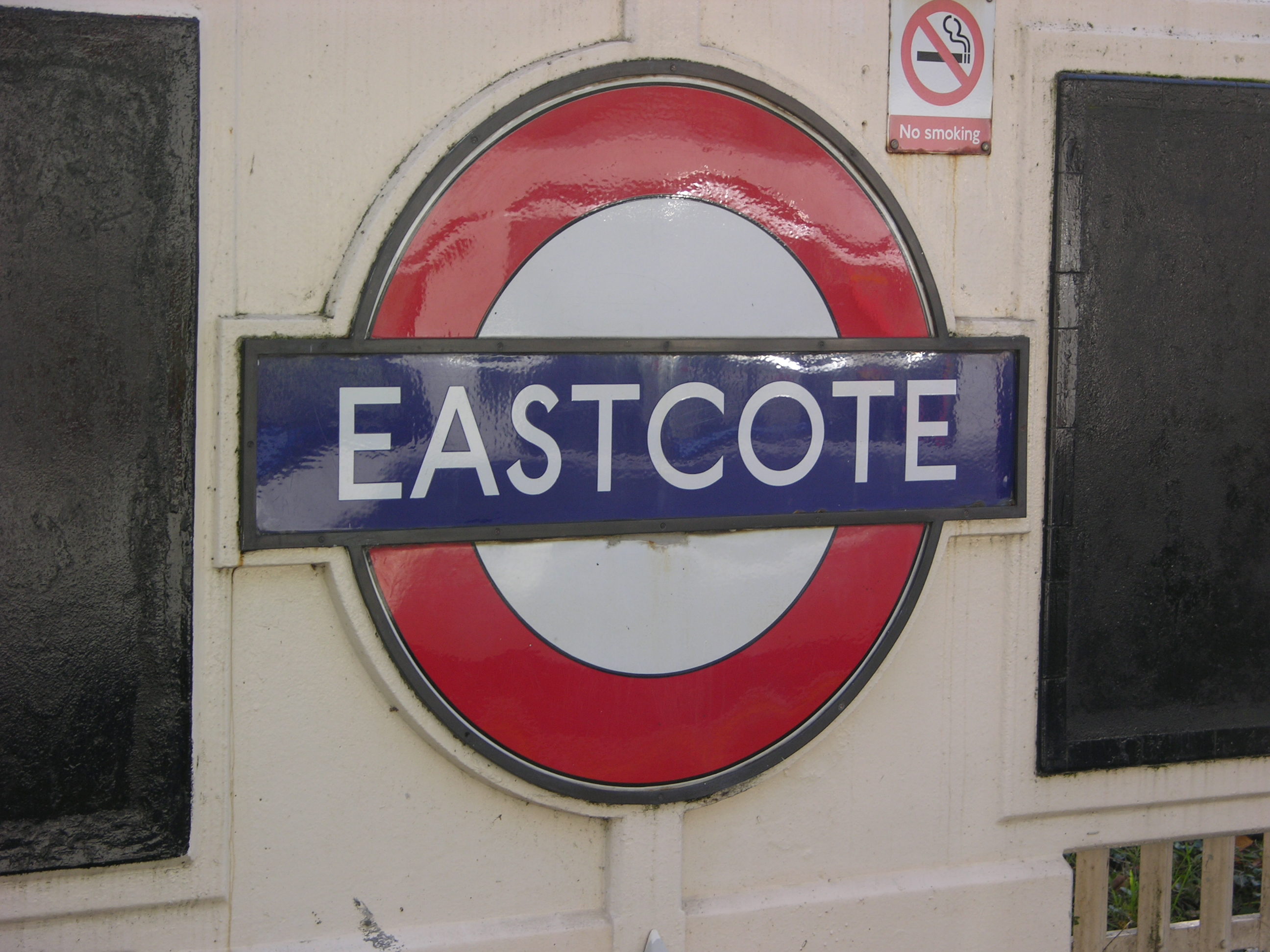
Рондель станции
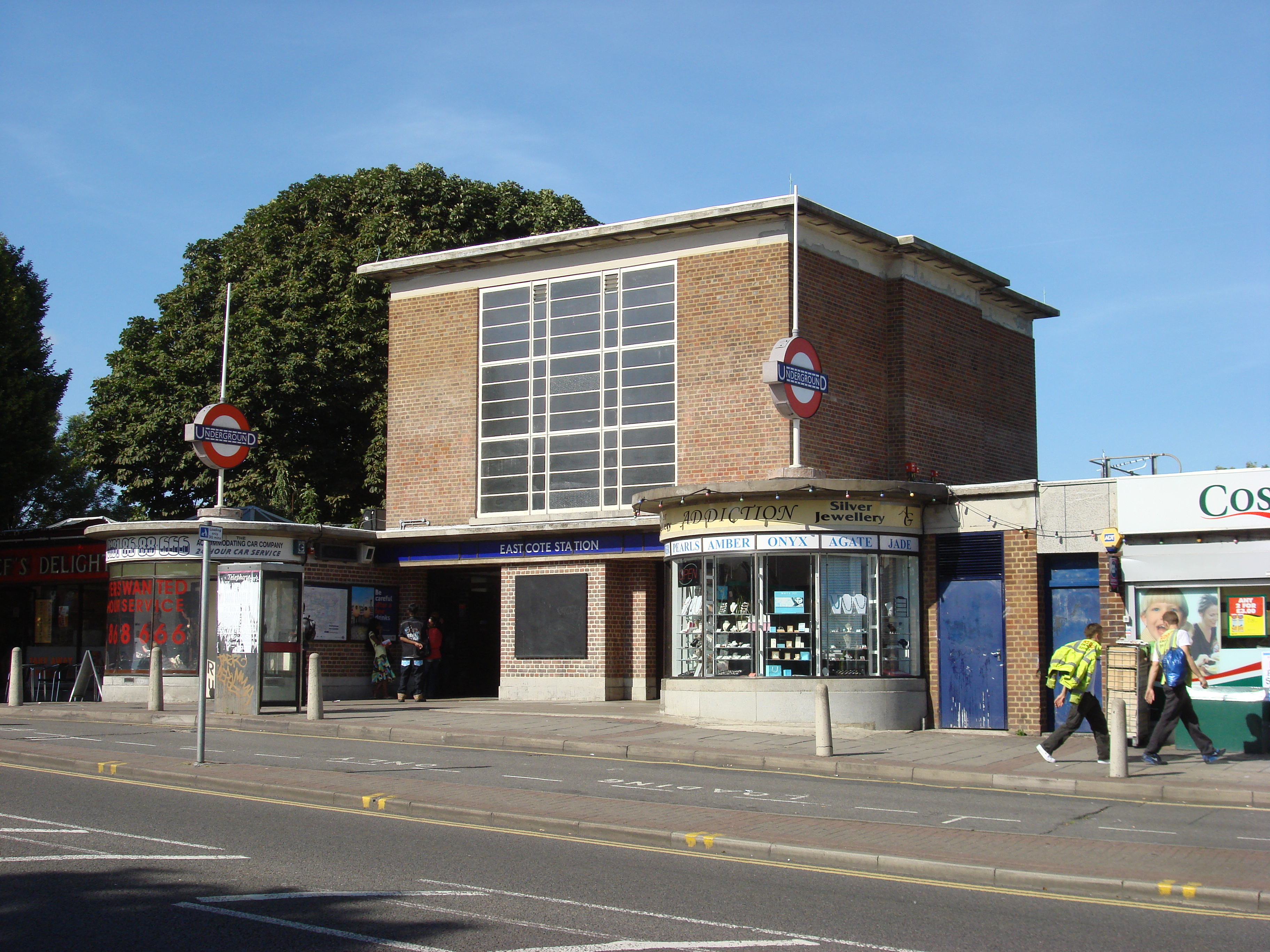
Вестибюль
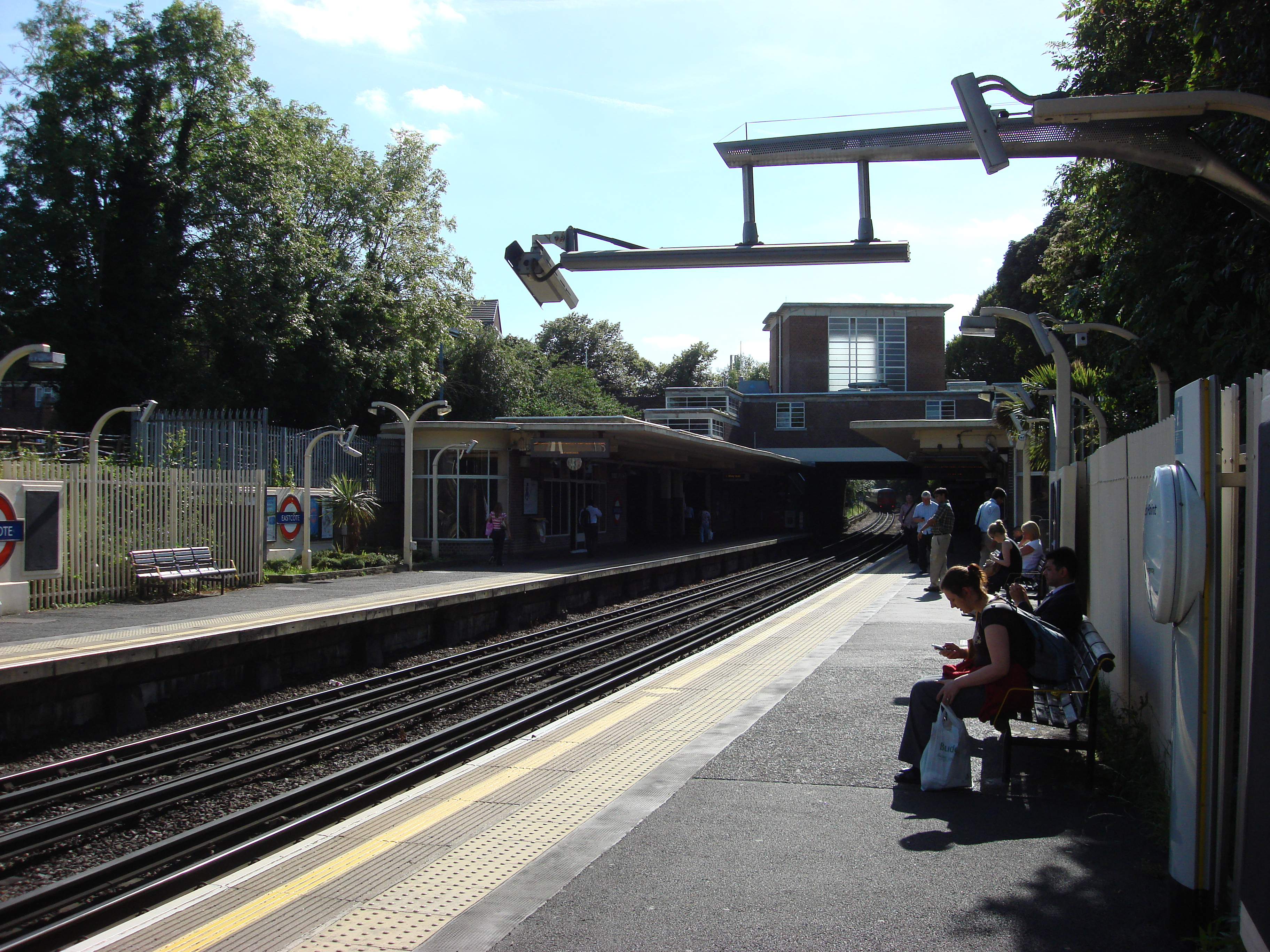
Платформа
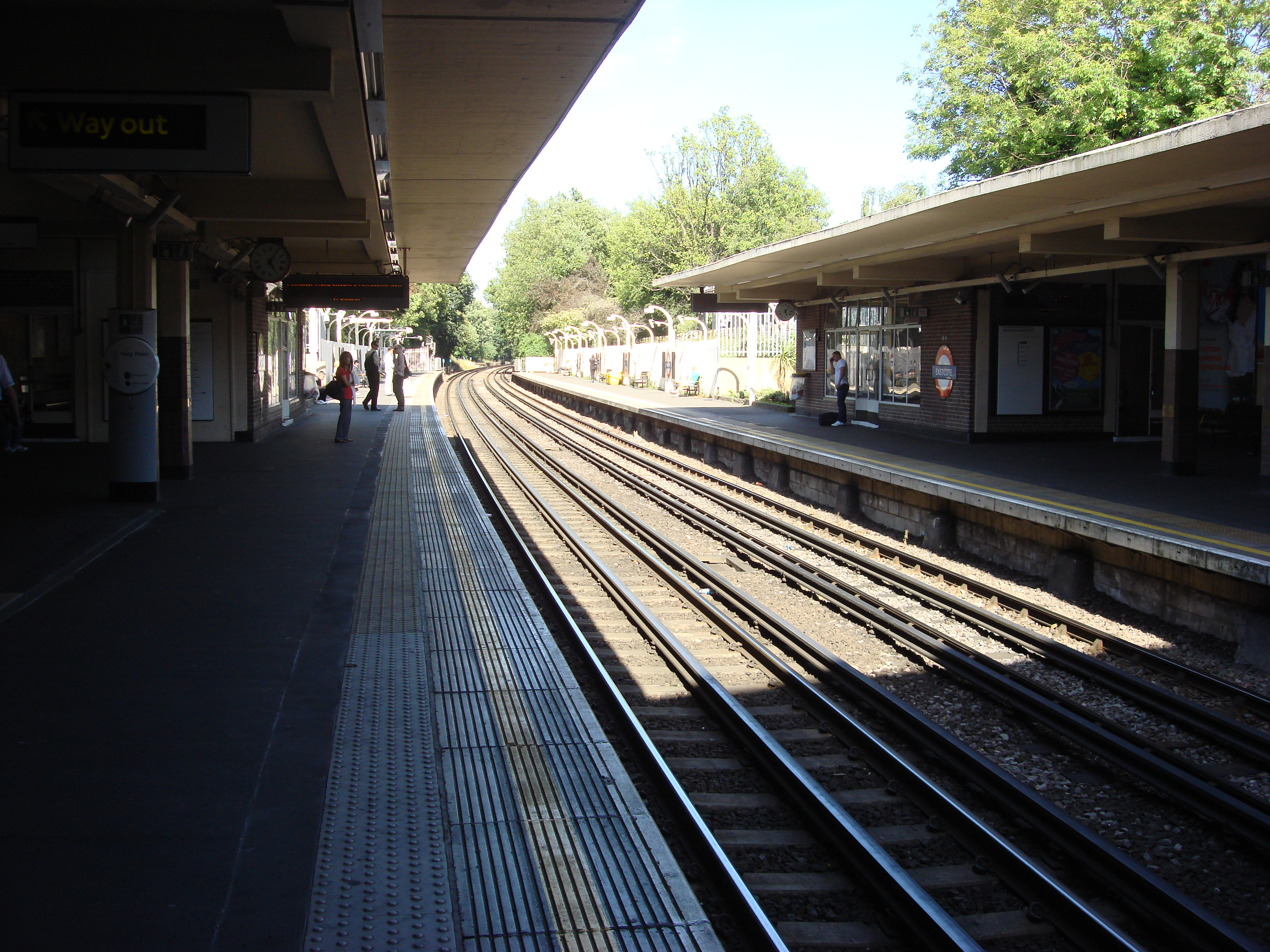
Платформа